# Alpenexpress Enzian
Pour l’article homonyme, voir Enzian.
Alpenexpress Enzian (l'Express des Alpes Enzian) est un parcours de montagnes russes E-Powered du parc d'attractions Europa-Park construit par la société Mack Rides. Celles qui furent les premières montagnes russes du parc furent inaugurées en 1984 dans le quartier autrichien. Un double de cette attraction existe dans le parc allemand Heide Park sous le nom Grottenblitz. Construites l'année suivante d’Alpenexpress Enzian, c'est ce même modèle qui fut vendu par Mack Rides.

## Attraction originale

### Parcours
L'Alpenexpress étant un parcours montagnes russes E-Powered, le parcours ne possède pas de fort dénivelé. Il débute par un virage à droite avant d'entamer une grande hélice devant les façades du monde magique des diamants (Zauberwelt der Diamanten). Le train pénètre ensuite à l'intérieur de cette grotte qui est le carrefour de deux autres attractions : le parcours à pied de la Grotte des diamants et Les Rapides du Tyrol (Tiroler Wildwasserbahn). Passage dans un tunnel avec des strobes rouges puis les wagons passent à proximité d'une gerbe de feu et ressortent de la mine pour regagner la gare. Lors de son fonctionnement normal, le train effectue deux tours de circuit. Le passage en gare après le premier tour s'effectue donc à vive allure. 
Lorsque l'affluence dans le parc le permet (en basse saison) il n'est pas rare de voir le train effectuer un nombre plus important de tours (généralement 3 tours).

### Caractéristiques
- Type de montagnes russes : E-Powered
- Longueur du parcours : 264 mètres
- Vitesse : 45 km/h
- Nbre de pers/train : 38
- Nbre de Trains : 1
- Débit théorique maximal : 1 050 pers./h[1]
- Consommation électrique : env. 175 kW[2]

## Attraction reconstruite

### Incendie
Le 19 juin 2023, un incendie a été déclaré dans un local derrière le bâtiment abritant Alpenexpress Enzian et Les Rapides du Tyrol. Pendant que le parc faisait évacuer les 25 000 personnes présentent dans le parc, les pompiers arrivèrent pour éteindre le feu. Ces derniers éteindront le feu très rapidement, laissant les 2 attractions en cendre. Les causes de l'incendie sont pour l'instant inconnues. mais le parc commence déjà le nettoyage des débris. C'est le 2e incendie que connaît le parc en 5 ans. Le premier date de 2018 et avait ravagé Piraten in Batavia.

### Construction
Peu après l'incendie, Europa Park annonce la reconstruction de l'attraction (son premier coaster) et du quartier autrichien. Le 21 mars 2024, la famille Mack annonce son ouverture pour le 14 mai.